# Fairbank (Iowa)
Fairbank – miasto w Stanach Zjednoczonych, w stanie Iowa, siedziba hrabstwie Buchanan. W 2000 liczyło 1 041 mieszkańców.